# Diéthyldithiocarbamate d'argent
Le diéthyldithiocarbamate d'argent est un composé d'argent.